# If I Could Do It All Over Again, I'd Do It All Over You
| 전문가 평가 | 전문가 평가 |
| 평가 점수   | 평가 점수   |
| 출처        | 점수        |
| ----------- | ----------- |
| AllMusic    | [ 1 ]       |

《If I Could Do It All Over Again, I'd Do It All Over You》은 1970년 9월 4일에 발매된 영국의 캔터베리 신 밴드 카라반의 두 번째 스튜디오 음반이다. 이 음반은 그들의 가장 잘 알려진 음반 《In the Land of Grey and Pink》 (1971년)의 전신이다. 이 음반은 캔터베리 신 장르를 대표하며, 밴드 스타일의 대표적인 오르간 솔로와 멜로디 보컬이 특징이다. 이 음반은 싱글 음반으로서의 타이틀곡과 마찬가지로 데카 레코드에서 발매되었다.

## 배경
카라반은 1968년 데뷔 음반인 《Caravan》을 발매하여 어느 정도 라이브 성공을 거두었고 1969년 초 영국과 독일 텔레비전에 출연했다. 불행하게도, 그들의 레이블인 버브 레코드는 그들의 영국 사업장을 폐쇄하고 밴드를 그만두었다. 기타리스트 파이 헤이스팅스는 나중에 "그 상황이 정말 우리를 난처하게 만들었다"고 회상했다. 밴드는 재결성하여 라이브 공연을 계속했고, 결국 테리 킹의 매니저를 찾았다. 데카 레코드의 미술부 직원인 데이비드 히치콕은 이 밴드가 런던 리세움에서 공연하는 것을 보고 그의 상사인 휴 멘들에게 사인을 해줄 것을 추천했다.
이 음반의 세션은 1969년 9월, 런던 달스턴 볼스 폰드 로드에 있는 텐저린 스튜디오에서 자체 제작과 로빈 실베스터 엔지니어링으로 시작되었다. 헤이스팅스는 밴드의 모든 멤버들이 그의 악기가 다른 멤버들보다 더 시끄러워지기를 원했기 때문에 이것이 문제를 일으켰다고 회상했다. 밴드는 몇 곡을 녹음했지만, 밴드가 투어를 나가는 동안 버려졌고, 영국과 유럽의 대학 서킷에서 인기를 얻었다. 그들은 이듬해 2월에 재결성하여 음반에 수록된 곡들을 대부분 8트랙 테이프로 라이브로 녹음했다. 세션의 하이라이트는 〈For Richard〉라고 불리는 밴드가 기여한 다양한 섹션에서 모인 14분짜리 재즈 록 곡이었다. 키보디스트 데이브 싱클레어가 기본 구조를, 베이시스트 리처드 싱클레어가 메인 곡을 작곡했다. 헤이스팅스는 그의 형 지미를 색소폰과 플루트의 게스트로 초대했는데, 이것은 카라반의 스튜디오 작업의 규칙적인 특징이 되었다.
커버 아트는 런던의 홀랜드 파크에서 촬영되었으며 데이비드 주페가 촬영했다.

## 발매
1970년 8월에 싱글로 발매되었고, BBC의 《탑 오브 더 팝스》에 출연하게 되었다. 이 음반은 다음 달 영국에서, 1971년 3월, 미국에서 발매되었다. 올뮤직에 따르면, "《If I Could It All Over Again》은 첫 번째 음반에 대한 중요한 진전을 포함하고 있다."

## 곡 목록
모든 곡들은 리처드 코글런, 파이 헤이스팅스, 리처드 싱클레어 그리고 데이브 싱클레어에 의해 작사/작곡하였다.
| #  | 제목                                                                           | 재생 시간 |
| -- | ------------------------------------------------------------------------------ | --------- |
| 1. | 〈If I Could Do It All Over Again, I'd Do It All Over You〉                    | 3:07      |
| 2. | 〈And I Wish I Were Stoned / Don't Worry〉                                     | 8:20      |
| 3. | 〈As I Feel I Die〉                                                            | 5:06      |
| 4. | 〈With an Ear to the Ground You Can Make It / Martinian / Only Cox / Reprise〉 | 9:54      |

| #  | 제목                                                      | 재생 시간 |
| -- | --------------------------------------------------------- | --------- |
| 1. | 〈Hello Hello〉                                           | 3:45      |
| 2. | 〈Asforteri 25〉                                          | 1:21      |
| 3. | 〈Can't Be Long Now / Françoise / For Richard / Warlock〉 | 14:21     |
| 4. | 〈Limits〉                                                | 1:35      |